# Francisc I de Carrara
Francisc I de Carrara, supranumit cel Bătrân, (n. 29 septembrie 1325, probabil Padova – d. 6 octombrie 1393, Padova) a fost conducătorul orașului Padova între 1350 și 1388.

## Biografie

### Tinerețea și începutul guvernării
Francisc a fost fiul lui Iacob al II-lea (în italiană Giacomo sau Jacopo) din familia Carrara și al soției sale, Lieta, fiică a contelui Marzio Forzatè de Montemerlo. Despre copilăria și adolescența sa se știe foarte puțin. S-a emis ipoteza că s-a născut la Padova și că a trăit în exil împreună cu tatăl său, care fusese închis în 1327 și forțat să părăsească orașul Padova pentru că participase la un complot organizat de Cangrande della Scala, conducătorul orașului Verona. Probabil Francisc s-a întors la Padova în 1340 împreună cu tatăl său, rechemat din exil.
Francisc și unchiul său Giacomino, fratele tatălui său asasinat pe 19 decembrie 1350, i-au succedat acestuia la conducerea orașului Padova fiind aleși de populație chiar în noaptea asasinatului. Ei au depus jurământul pe 22 decembrie într-o ceremonie publică.
La începutul guvernării lor, cei doi au menținut politica tradițională a Padovei de respectare strictă a intereselor Veneției, alăturându-se unei alianțe care susținea Veneția, opusă lui Giovanni Visconti, arhiepiscopul și conducătorul orașului Milano, și lui Francisc d'Este, candidatul acestuia la conducerea Ferrarei. În octombrie 1354 Francisc a acceptat comanda armatei alianței. În luna următoare el și unchiul său s-au alăturat armatei împăratului Carol al IV-lea pe durata incursiunii sale în Regatul Italiei. 
Dar strălucita carieră militară a lui Francisc a stârnit curând gelozia unchiului său. Conflictul a culminat cu disputa provocată de soțiile celor doi, Fina Buzzacarini și Margherita Gonzaga, care au ridicat problema succesiunii la conducerea Padovei. Pentru a-și asigura puterea, Giacomino a plănuit să-l asasineze pe Francisc. Acesta a aflat despre complot în vara anului 1355, l-a arestat pe unchiul său și în cele din urmă l-a executat.

### Politica expansionistă și acțiunile militare
Urmare a succeselor sale militare în 1356 împăratul Carol al IV-lea l-a numit pe Francisc vicar imperial.
În anul următor trupele lui Ludovic I al Ungariei au invadat posesiunile venețiene de pe continent, au asediat orașul Treviso și au început să devasteze teritoriile padovane din apropiere. Francisc a cerut ajutor venețienilor, dar aceștia au impus condiții prea dure. Pentru a nu rămâne izolat în conflict, Francisc a oferit provizii și sprijin forțelor maghiare care asediaseră Treviso. Ulterior s-a aliat cu Ludovic I trimițând trupe în sprijinul maghiarilor. În finalul acestui conflict armat după tratatul de pace semnat pe 3 februarie 1358, granițele dintre Padova și Veneția nu au suferit schimbări, în timp ce regele Ungariei a reușit să păstreze teritoriile dalmate luate de la Veneția. Astfel a început alianța dintre Francisc și regele Ungariei, care a durat mai mult de douăzeci de ani și care i-a adus multe beneficii lui Francisc. La începutul anului 1360 împăratul Carol al IV-lea a acordat stăpânirea orașelor Feltre, Belluno și Cividale lui Ludovic care în luna noiembrie a aceluiași an le-a donat lui Francisc împreună cu valea râului Sugana (în italiană Valsugana) care controla comerțul cu regiunea Trentino.
În 1366 Francisc a împrumutat Florenței, loială împăratului romano-german, suma considerabilă de 27 000 de ducați ca ajutor în războiul împotriva orașului Pisa. 
În perioada 1367–1368 Francisc l-a însoțit pe împăratul Carol al IV-lea în timpul unei noi incursiuni la Roma. 
În 1370 a împrumutat 10 000 de ducați orașului Lucca, aliatul Florenței. Loialitatea lui Francisc merita recunoașterea oficială din partea Florenței astfel încât în același an a primit cetățenia florentină pentru el însuși, soția sa Fina și toți moștenitorii lor.
Relațiile lui Francisc cu Veneția au fost mult timp o sursă de potențial conflict. Alianța cu Ungaria și politica sa vădit expansionistă au iscat suspiciuni și au motivat neîncrederea guvernării venețiene. În august 1369 Francisc a confirmat aceste suspiciuni, ordonând orașului Feltre să îndepărteze pietrele care delimitau granița sa cu Treviso. În 1371 a început să întreprindă acțiuni de șicanare a venețienilor astfel: devierea apelor ce curgeau spre Treviso și ridicarea de bastioane în Portonovo, Castelcaro și alte locuri de la granița cu Republica Venețiană. În replică aceasta a interzis introducerea bunurilor de origine padovană pe teritoriul său. După intervenția aliaților Padovei, Florența și Ungaria, în aprilie 1372 a fost numită o comisie care să arbitreze problema frontierelor. În vara aceluiași an Veneția a descoperit că Francisc complota pentru a ucide o parte dintre adversarii săi din nobilimea venețiană, încercând în același timp să-i convingă pe nobilii nemulțumiți să-i susțină cauza. La acel moment războiul devenise inevitabil. Cu Ungaria și Genova ca aliați principali, dar fără ajutorul patriarhului din Aquileia și al familiei d'Este, Francisc a început campania militară în toamna anului 1372. Războiul purtat cu venețienii în anii 1372–1373 nu a avut rezultate pozitive pentru Francisc ci dimpotrivă. El a trebuit să accepte termenii duri ai păcii încheiate cu Veneția pe 21 septembrie 1373. Cea mai umilitoare clauză a fost cu siguranță cea prin care fiul său Francisc Novello, a fost forțat să recunoască în fața senatului și a dogelui Veneției că toată responsabilitatea războiului revenea Padovei. Alte clauze ale tratatului de pace îl obligau pe Francisc să plătească enorma despăgubire de 280 000 de ducați, să distrugă fortificațiile de la frontieră, să acorde privilegii fiscale și comerciale negustorilor și celor care dețineau domenii în Padova și împrejurimile ei, și să-i demită pe toți mercenarii aflați în serviciul său. Dar cea mai grea clauză pentru el a fost obligația de a trimite fratelui său vitreg, Marsilio, care îl trădase și era refugiat în Veneția, toate veniturile proprietăților sale, fără a fi obligat la plata taxelor datorate.
În anii 1375–1381 Francisc s-a alăturat Republicii Genova în războiul Chioggiei împotriva Veneției, în urma căruia a obținut orașul Treviso de la ducele Austriei Leopold al III-lea de Habsburg.
În 1385 Francisc s-a aliat cu familia Visconti, conducătoarea orașului Milano, împotriva familiei Della Scala, conducătoarea orașului Verona. În 1387 trupele Padovei, conduse de fiul său Francisc Novello, au învins trupele Veronei în bătălia de la Castagnaro. 

### Abdicarea și ultimii ani
Taxele mari impuse de Francisc pentru a-și finanța războaiele expansioniste l-au înstrăinat de o mare parte a populației din Padova. Detestabilă a fost pentru populație și lăcomia dovedită: el și familia sa au forțat mulți cetățeni aflați pe patul de moarte să-și schimbe ultima dorință și să-și lase moștenire proprietățile stăpânului Padovei. Astfel Francisc a pierdut treptat susținerea populației padovane.
În 1388 Gian Galeazzo Visconti, conducătorul orașului Milano, a profitat de situația dificilă în care se afla Francisc și la 29 mai a încheiat cu Veneția un acord care prevedea împărțirea posesiunilor lui între aceste două orașe. Pe 29 iunie, în speranța de a putea păstra cel puțin Padova pentru fiul său, Francisc Novello, a renunțat la domnie în fața unui Consiliu Civic care reprezenta guvernul municipal. Acest consiliu a transferat imediat conducerea lui Francisc Novello care a primit de la tatăl său toate bunurile mobile și imobile pe care le poseda. Francisc s-a retras la Treviso așteptându-și soarta.
Deoarece populația nu se mai afla de partea lui Francisc, aceasta a opus rezistență doar câteva luni, timp în care au avut loc revolte spontane împotriva oamenilor lui Francisc după care trupele milaneze și venețiene au pătruns în orașele supuse stăpânirii familiei Carrara.
Padova s-a predat lui Visconti în noiembrie 1388, iar luna următoare, în iminența capitulării orașului Treviso în fața venețienilor, Francisc s-a predat lui Visconti. El a fost dus întâi la Verona și apoi transferat la Como. După ce a fost închis în diferite cetăți longobarde, în final a fost dus în cetatea Monza, unde a murit, probabil din cauze naturale, pe 6 octombrie 1393.
Conform unei înțelegeri încheiate între fiul său Francisc Novello și Gian Galeazzo Visconti, el ar fi trebuit să se întoarcă în patria sa în 1392, dar condiția nu a fost respectată decât după ce a murit: el a fost înmormântat o scurtă perioadă de timp la Monza și apoi a fost adus la Padova, unde a fost înmormântat cu mare fast în catedrala orașului.
În elogiul funerar, profesorul de drept civil G. L. Lambertazzi a lăudat viața și guvernarea lui Francisc subliniind calitatea care nu i-a lipsit cu siguranță niciodată în viață: curajul.

### Economia și cultura Padovei
În ciuda faptului că Francisc a fost implicat în numeroase conflicte cu dușmanii săi externi, el nu a neglijat niciodată guvernarea Padovei.
Veniturile obținute din administrarea proprietăților sale, pe lângă cele obținute din manufacturi, investiții financiare și baterea monedei proprii, l-au făcut pe Francisc desigur cel mai bogat și mai puternic om din Padova. El a încercat să promoveze industria lânii și a emis un decret prin care acorda cetățenia și scutirea de taxe proprietarilor de mori de lână și antreprenorilor care doreau să se stabilească în oraș sau în împrejurimile. În plus, Francisc avea interese private în acest domeniu deoarece deținea un depozit pentru toate țesăturile de lână produse în oraș, care trebuiau depozitate și înregistrate acolo înainte de a fi vândute. În acest fel Francisc putea controla prețurile acestor mărfuri și își asigura monopolul distribuției lor. De asemenea, se pare că el a stimulat adesea producția de lână acordând bani celor ce cumpărau lâna brută pentru a o prelucra. În scopul de a asigura buna calitate a lânii, Francisc și-a rezervat dreptul de a aproba etapele de prelucrare a lânii și inovațiile în procesul de fabricație.
Francisc a fost patron al artelor. În acest sens un aspecte pozitiv al biografiei sale este relația cu principalii scriitori activi în Padova. El a susținut Universitatea din Padova fără să neglijeze nevoile studenților: în 1362 a fondat primul colegiu pentru studenții nevoiași din Padova și această practică a fost continuată de ceilalți membri ai familiei sale. El a fost prieten apropiat al lui Francesco Petrarca, căruia i-a donat un domeniul în Arquà unde acesta s-a retras în 1370. Petrarca i-a rămas recunoscător, lăsându-i moștenire, pe lângă celebra sa bibliotecă, o pictură a lui Giotto reprezentând-o pe Sfânta Fecioară. În 1373 Petrarca i-a dedicat, pentru edificarea sa personală, o scriere care avea ca subiect îndatoririle și responsabilitățile unui bun conducător (în italiană signore), și în același an i-a dedicat lucrarea De viris illustribus. Petrarca apare în frescele care împodobesc Sala Giganților din Palatul Carrara.

## Căsătorie și descendenți
Francisc de Carrara s-a căsătorit în 1345 cu Fina Buzzaccarini care provenea dintr-o veche familie nobiliară venețiană ale cărei origini au putut fi stabilite până în secolul al VIII-lea. Din căsătoria lor au rezultat patru copii:
- Francisc Novello (n. 1359 – d. 1406), succesorul tatălui său;
- Carrarese, căsătorită cu Frederic de Öttingen;
- Cecilia (d.1435), căsătorită cu ducele Venceslau I de Saxa-Wittenberg;
- Caterina, căsătorită cu Ștefan al II-lea de Frankopan, a cărei singură fiică supraviețuitoare a fost Elisabeta, căsătorită cu Frederic al II-lea, conte de Celje.

Urmașii Ceciliei și ai Caterinei au fost singurii descendenți legitimi pe linie masculină ai lui Francisc. 
De asemenea, Francisc a avut numeroși copii nelegitimi, dintre care primul a fost probabil Conte de Carrara (d. 1421), fiul Giustinei Maconia, care s-a angajat întâi într-o carieră ecleziastică devenind apoi condotier. În 1370 s-a născut Ștefan (d. 1445) care a devenit episcop de Padova la sfârșitul secolului al XIV-lea. Alți fii nelegitimi au devenit lideri militari importanți în timpul cârmuirii fratelui lor vitreg Francisc Novello.